# Johanna Theresia Lamberg
Johanna Theresia Lamberg (Vienna, 30 dicembre 1639 – Vienna, 2 febbraio 1716) è stata una cortigiana austriaca.

## Biografia
Nacque a Vienna nel 1639, quarta tra i figli dei conti Johann Maximilian von Lamberg e Judith Rebecca von Wrbna und Freudenthal (1612-1690).
Nel 1654 la famiglia si trasferì a Madrid, dove suo padre fu nominato ambasciatore; lì Johanna Theresia strinse con la regina Maria Anna un'amicizia durata per tutta la vita e fu nominata dama di compagnia.
Il 28 ottobre del 1661 si sposò a Madrid con il conte Ferdinand Bonaventura I von Harrach, e in seguito al matrimonio dell'infanta Margherita Teresa, figlia di Maria Anna, con l'imperatore Leopoldo I, unione in cui lei stessa venne coinvolta, divenne la protettrice della nuova imperatrice fino alla morte di lei nel 1673.
Tornata a Vienna nel 1676, corrispose per posta con la regina Maria Anna e negli ultimi anni della sua vita continuò a promuovere la cultura spagnola e difese, dopo la morte del re Carlo II, la parte asburgica nella guerra di successione spagnola.
Avendo vissuto sia a Madrid che a Vienna, ricoprì un importante ruolo di mediatrice tra le rispettive corti. A Vienna esportò prodotti conosciuti e sviluppati a Madrid, come il cioccolato, che preparava seguendo le ricette apprese durante la permanenza in Spagna, o prodotti per la cura del corpo, quali l'ambra grigia e l'argilla.
Morì all'età di 77 anni nel 1716 presso il palazzo degli Harrach a Vienna e venne tumulata nella chiesa di Sant'Agostino.

## Discendenza
Johanna Theresia Lamberg e Ferdinand Bonaventura I von Harrach ebbero sette figli e due figlie:
- Karl (1⁰ novembre 1662 - Buda, 13 novembre 1684);
- Josepha (Vienna, 14 febbraio 1664 - Salisburgo, 14 dicembre 1741);
- Franz Anton (1665-1727);
- Maximilian (19 settembre 1666 - 15 maggio 1668);
- Aloys Thomas Raimund (1669-1742);
- Johann Camillo (19 giugno 1670 - 1671);
- Franz (1⁰ febbraio 1674 - 2 febbraio 1674);
- Rosa Angela (23 febbraio 1674 - 30 agosto 1742);
- Johann Philipp (1678-1764).